# ياي شهر
ياي شهر هي قرية في مقاطعة مراغة، إيران. عدد سكان هذه القرية هو 327 في سنة 2006.